# Табеа Кемме
Табеа Кемме (нім. Tabea Kemme, 14 грудня 1991, Штаде) — німецька футболістка, Олімпійська чемпіонка. Півзахисник футбольного клубу «Потсдам» і національної збірної Німеччини.

## Ігрова кар'єра
Вихованка спортивного клубу «Потсдам». З 2008 виступає за основний склад футбольного клубу «Потсдам».

## Збірна
У складі юніорської збірної Німеччини провела 26 матчів, забила 6 м'ячів.
У складі молодіжної збірної Німеччини, провела 10 матчів. 
У складі національної збірної Німеччини виступає з 2013 року.
Олімпійська чемпіонка 2016.

### Голи в складі збірної
| Кемме – голи за національну збірну | Кемме – голи за національну збірну | Кемме – голи за національну збірну | Кемме – голи за національну збірну | Кемме – голи за національну збірну | Кемме – голи за національну збірну | Кемме – голи за національну збірну |
| #                                  | Дата                               | Місце                              | Суперник                           | Гол                                | Рахунок                            | Турнір                             |
| ---------------------------------- | ---------------------------------- | ---------------------------------- | ---------------------------------- | ---------------------------------- | ---------------------------------- | ---------------------------------- |
| 1.                                 | 18 вересня 2015                    | Галле, Німеччина                   | Угорщина                           | 3–0                                | 12–0                               | Кваліфікація ЧЄ-2017               |
| 2.                                 | 25 жовтня 2016                     | Аален, Німеччина                   | Нідерланди                         | 4–1                                | 4–2                                | Товариський матч                   |

Джерело:

## Титули і досягнення

### Клубні
«Потсдам»
- Чемпіонка Німеччини (4): 2009, 2010, 2011, 2012
- Володарка Кубка Німеччини (3): 2009, 2011, 2013
- Володарка Ліги чемпіонів (1): 2010

### Збірна
- Чемпіонка Європи серед юніорок (U-17) (1): 2008[6]
- Чемпіонка світу серед юніорок (U-20) (1): 2010[7]
- Олімпійська чемпіонка (1): 2016.